# Thoiras-Corbès
Thoiras-Corbès è un comune francese di 603 abitanti situato nel dipartimento del Gard nella regione dell'Occitania. È stato istituito il 1° gennaio 2025 dalla fusione dei precedenti comuni di Corbès e Thoiras.